# Eduardo Guerrero (canottiere)
Eduardo Guerrero (Salto, 4 marzo 1928 – Buenos Aires, 17 agosto 2015) è stato un canottiere argentino.
Ha vinto la medaglia d'oro olimpica alle Olimpiadi 1952 svoltesi a Helsinki nella specialità due di coppia maschile insieme a Tranquilo Capozzo.